# Il Popolo della Libertà
Il Popolo della Libertà (PdL) (dansk: Frihedens Folk) var et centrum-højre politisk parti i Italien, der blev dannet i 2009 ved en fusion af Forza Italia og Alleanza Nazionale og flere mindre partier. Fra 2008 indgik de stiftende partier i en valgalliance. Dets formand var Silvio Berlusconi. Angelino Alfano var nationalsekretær.
Partiet var medlem af Europæisk Folkeparti og baserede sig ideologisk set på liberalkonservatisme, nationalkonservatisme og kristendemokrati.
Ved parlamentsvalget i 2008 fik PdL 276 ud af 630 pladser i Italiens deputeretkammer, mens det havde 146 ud af 315 pladser i Senatet. Partiet dannede regering fra 2008 til 2011 i koalition med Lega Nord. Efter at have støttet Mario Montis teknokratiske regering i 2011-2012, var partiet en del af Enrico Lettas regering sammen med Partito Democratico, Scelta Civica og Unione di Centro. Alfano var vicepremierminister og indenrigsminister. I juni 2013 annoncerede Berlusconi Forza Italias genoplivning, og PdL's omdannelse til en centrum-højre koalition. Den 16. november 2013 stemte PdL's nationale råd for at opløse partiet og starte et nyt Forza Italia-parti. En gruppe medlemmer ledet af Alfano havde lanceret partiet Nuovo Centrodestra dagen før.